# Burgstall Sondersfeld
Der Burgstall Sondersfeld bezeichnet eine abgegangene mittelalterliche Niederungsburg unmittelbar westlich der Pfarrkirche St. Katharina von Sondersfeld, einem Gemeindeteil der oberpfälzischen Stadt Freystadt im Landkreis Neumarkt in der Oberpfalz. Die Anlage wird als Bodendenkmal unter der Aktennummer D-3-6734-0056 als „mittelalterlicher Burgstall“ geführt.

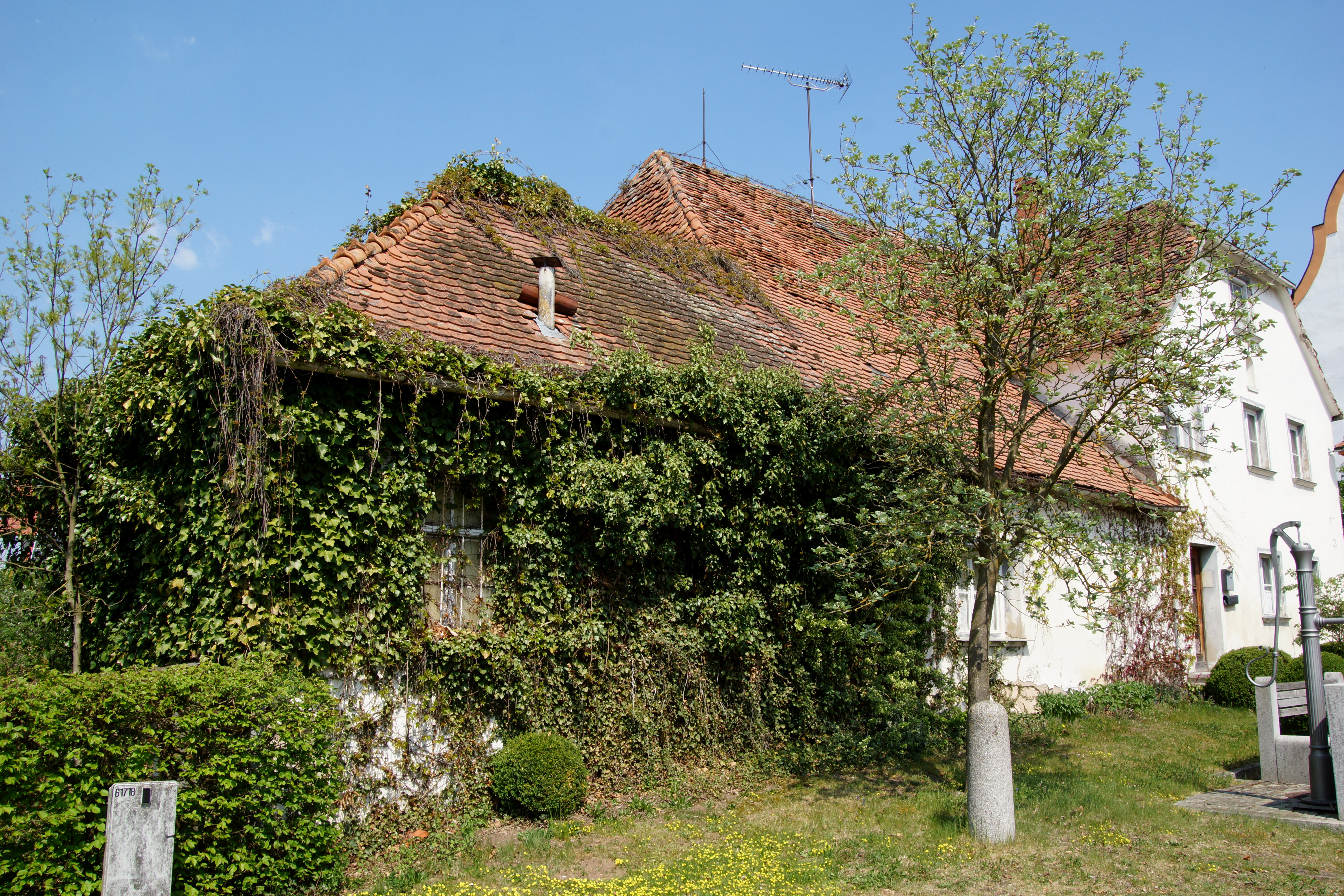
Haus Nr. 23 von Sonderfeld (2018) am Aufgang zur Pfarrkirche

Die Geschichte des Burgstalls ist im Geschichtsabschnitt von Sondersfeld dargestellt.

## Beschreibung
Auf dem Urkataster von Bayern ist im Westen der Anlage ein halbkreisförmiger Wassergraben erkennbar; von diesem ist heute noch ein kleiner Teich übrig. Die in etwa fünfeckige Anlage verlief in Richtung Kirche leicht ansteigend (Länge 80 m in West-Ost-Richtung, Breite 60 m in Nord-Süd-Richtung). Der abgekommene Burgstall ist durch Gebäude (Haus Nr. 23 und 23a) überbaut.